# 이자보상배율
이자보상배율(Times interest earned, TIE) 또는 이자보상비율(interest coverage ratio), 이자보상배수는 기업의 부채 상환 능력을 측정하는 지표이다. EBIT 또는 EBITDA를 총 이자 비용으로 나누어 계산할 수 있다.
Times-Interest-Earned = ⁠EBIT or EBITDA/Interest Expense⁠
이자보상비율이 1보다 작으면 회사는 운영 EBIT에서 이자 의무를 충족할 만큼 충분한 현금을 창출하지 못하고 있다는 뜻이다. 그러면 회사는 차액을 메우기 위해 현금을 사용하거나 자금을 빌려야 한다. 일반적으로 이자보상비율이 2.5배 미만으로 떨어지면 경고 신호로 간주된다.

## 이자보상배율 정의
이자보상배율은 이자 지급을 위해 사용할 수 있는 이익의 정도를 나타낸다.
이자보상배율이 낮다는 것은 이자 지급을 위해 사용할 수 있는 이익이 적고, 해당 사업이 이자율 상승과 기존 대출 의무를 이행하지 못할 가능성에 더 취약하다는 것을 의미한다.

## 같이 보기
- 재무비율
- 재무 레버리지
- EBIT
- EBITDA
- 부채 상환 보상 비율

EBITDA는 이자보상비율의 더 나은 척도로 간주된다.